# Calendrier international féminin UCI 2011
Le calendrier international féminin UCI 2011 regroupe les compétitions féminines de cyclisme sur route organisées sous le règlement de l'Union cycliste internationale durant la saison 2011.
Le calendrier est composé de 76 épreuves, organisées du 2 février au 13 novembre. Il comprend la Coupe du monde de cyclisme sur route féminine 2011 et les Championnats du monde de cyclisme sur route 2011 de Copenhague. 

## Calendrier des épreuves

### Février
| Date  | Épreuve                             | Cat. | Vainqueur         | Équipe             |
| ----- | ----------------------------------- | ---- | ----------------- | ------------------ |
| 3-5   | Tour du Qatar féminin               | 2.1  | Eleonora van Dijk | HTC-Highroad Women |
| 16    | Championnat d'Asie-contre-la-montre | CC   | Chanpeng Nontasin | Thaïlande          |
| 18    | Championnat d'Asie-course en ligne  | CC   | Mei Yu Hsiao      | Chinese Taipei     |
| 24-28 | Tour de Nouvelle-Zélande            | 2.2  | Judith Arndt      | HTC-Highroad Women |
| 27    | Circuit Het Nieuwsblad              | 1.2  | Emma Johansson    | Hitec Products-UCK |

### Mars
| Date | Épreuve                                  | Cat. | Vainqueur      | Équipe                    |
| ---- | ---------------------------------------- | ---- | -------------- | ------------------------- |
| 6    | Omloop van het Hageland                  | 1.2  | Emma Johansson | Hitec Products-UCK        |
| 17   | Championnats d'Océanie-contre-la-montre  | CC   | Shara Gillow   | Australie                 |
| 19   | Championnats d'Océanie-course en ligne   | CC   | Shara Gillow   | Australie                 |
| 20   | Cholet-Pays de Loire féminin             | 1.2  | Emma Johansson | Hitec Products-UCK        |
| 20   | Trophée de la côte étrusque féminin      | 1.2  | Shelley Olds   | Diadora-Pasta Zara        |
| 27   | Trofeo Alfredo Binda-Comune di Cittiglio | CDM  | Emma Pooley    | Team Garmin-Cervélo Women |

### Avril
| Date | Épreuve                                | Cat. | Vainqueur            | Équipe                 |
| ---- | -------------------------------------- | ---- | -------------------- | ---------------------- |
| 3    | Tour des Flandres                      | CDM  | Annemiek van Vleuten | Team Nederland Bloeit  |
| 4    | Grand Prix international de Dottignies | 1.2  | Emma Johansson       | Hitec Products-UCK     |
| 7-10 | Energiewacht Tour                      | 2.2  | Adrie Visser         | HTC-Highroad Women     |
| 14   | Drentse 8 van Dwingeloo                | 1.1  | Marianne Vos         | Team Nederland Bloeit  |
| 16   | Univé Ronde van Drenthe                | CDM  | Marianne Vos         | Team Nederland Bloeit  |
| 17   | Halle-Buizingen                        | 1.2  | Martine Bras         | Dolmans Landscaping    |
| 17   | Ronde van Gelderland                   | 1.2  | Ina-Yoko Teutenberg  | HTC-Highroad Women     |
| 20   | Flèche wallonne                        | CDM  | Marianne Vos         | Team Nederland Bloeit  |
| 23   | Circuit de Borsele                     | 1.2  | Kirsten Wild         | AA Drink-Leontien.nl   |
| 24   | Grand Prix de Roulers                  | 1.2  | Amber Neben          | HTC-Highroad Women     |
| 25   | Grand Prix de la Libération            | 1.2  | Giorgia Bronzini     | Forno d'Asolo-Colavita |
| 27-1 | Gracia Orlova                          | 2.2  | Tatiana Antoshina    | Gauss                  |
| 30   | Grand Prix Elsy Jacobs                 | 1.1  | Marianne Vos         | Team Nederland Bloeit  |

### Mai
| Date  | Épreuve                                                     | Cat. | Vainqueur           | Équipe                 |
| ----- | ----------------------------------------------------------- | ---- | ------------------- | ---------------------- |
| 1     | Grand Prix Nicolas Frantz                                   | 1.1  | Marianne Vos        | Team Nederland Bloeit  |
| 6     | Championnats panaméricains - contre-la-montre               | CC   | Clara Hughes        | Canada                 |
| 7     | Bredene                                                     | 1.2  | Winanda Spoor       | Dolmans Landscaping    |
| 8     | Championnats panaméricains - course en ligne                | CC   | Clara Hughes        | Canada                 |
| 11-13 | Tour of Chongming Island                                    | 2.1  | Ina-Yoko Teutenberg | HTC-Highroad Women     |
| 14    | Clásico Aniversario de la Federación Venezolana de Ciclismo | 1.2  | Angie Gonzalez      |                        |
| 15    | Copa Federación Venezolana de Ciclismo Corre por la Vida    | 1.2  | Angie Gonzalez      |                        |
| 15    | Tour of Chongming Island World Cup                          | CDM  | Ina-Yoko Teutenberg | HTC-Highroad Women     |
| 19    | Chrono Gatineau                                             | 1.1  | Clara Hughes        |                        |
| 21    | Grand Prix cycliste de Gatineau                             | 1.1  | Giorgia Bronzini    | Forno d'Asolo-Colavita |
| 22    | GP Comune di Cornaredo                                      | 1.2  | Rasa Leleivytė      | Vaiano-Solaristech     |
| 28    | 7-Dorpenomloop van Aalburg                                  | 1.2  | Marianne Vos        | Team Nederland Bloeit  |

### Juin
| Date  | Épreuve                               | Cat. | Vainqueur         | Équipe                 |
| ----- | ------------------------------------- | ---- | ----------------- | ---------------------- |
| 2     | Gooik-Geraardsbergen-Gooik            | 1.2  | Marianne Vos      | Team Nederland Bloeit  |
| 5     | Liberty Classic                       | 1.1  | Giorgia Bronzini  | Colavita Forno d'Asolo |
| 5     | Therme kasseienomloop                 | 1.2  | Christine Majerus | GSD Gestion            |
| 5     | Grand Prix de la Ville de Valladolid  | CDM  | Marianne Vos      | Team Nederland Bloeit  |
| 7     | Durango-Durango Emakumeen Saria       | 1.2  | Marianne Vos      | Team Nederland Bloeit  |
| 9-12  | Iurreta-Emakumeen Bira                | 2.1  | Marianne Vos      | Team Nederland Bloeit  |
| 12    | Puchar Prezesa LZS                    | 2.2  | Vilija Sereikaitė |                        |
| 16-18 | Rabo Ster Zeeuwsche Eilanden          | 2.2  | Marianne Vos      | Team Nederland Bloeit  |
| 17-19 | Tour du Trentin international féminin | 2.1  | Judith Arndt      | HTC-Highroad Women     |

### Juillet
| Date  | Épreuve                                          | Cat. | Vainqueur              | Équipe                          |
| ----- | ------------------------------------------------ | ---- | ---------------------- | ------------------------------- |
| 1-10  | Tour d'Italie                                    | 2.1  | Marianne Vos           | Team Nederland Bloeit           |
| 7-10  | Tour de Feminin - O cenu Ceskeho Svycarska       | 2.2  | Amanda Spratt          | Australie                       |
| 14    | Championnats d'Europe - contre-la-montre espoirs | CC   | Mélodie Lesueur        | France                          |
| 14-17 | Tour de Bretagne féminin                         | 2.2  | Alexandra Bourchenkova | Russie                          |
| 16    | GP Cento Carnevale d'Europa                      | 1.2  | Monia Baccaille        | MCipollini-Giordana             |
| 16    | Championnats d'Europe - course en ligne espoirs  | CC   | Larisa Pankova         | Russie                          |
| 17    | Dwars door de Westhoek                           | 1.2  | Grace Verbeke          | Topsport Vlaanderen-Ridley 2012 |
| 18-24 | Tour de Thuringe                                 | 2.1  | Emma Johansson         | Hitec Products-UCK              |
| 20-24 | Tour féminin en Limousin                         | 2.2  | Grete Treier           | SC Michela Fanini Rox           |
| 29    | Open de Suède Vårgårda TTT                       | CDM  | HTC-Highroad Women     | HTC-Highroad Women              |
| 31    | Tour de Bochum                                   | 1.1  | Adrie Visser           | HTC-Highroad Women              |
| 31    | Open de Suède Vårgårda                           | CDM  | Annemiek van Vleuten   | Team Nederland Bloeit           |

### Août
| Date  | Épreuve              | Cat. | Vainqueur            | Équipe                |
| ----- | -------------------- | ---- | -------------------- | --------------------- |
| 6     | Erpe-Mere            | 1.2  | Chantal Blaak        | AA Drink-Leontien.nl  |
| 20-24 | Trophée d'Or féminin | 2.2  | Tatiana Antoshina    | Gauss                 |
| 27    | Grand Prix de Plouay | CDM  | Annemiek van Vleuten | Team Nederland Bloeit |

### Septembre
| Date  | Épreuve                                         | Cat. | Vainqueur        | Équipe                          |
| ----- | ----------------------------------------------- | ---- | ---------------- | ------------------------------- |
| 4     | Memorial Davide Fardelli                        | 1.2  | Judith Arndt     | HTC-Highroad Women              |
| 5-10  | Tour Cycliste Féminin International Ardèche     | 2.2  | Emma Pooley      | Team Garmin-Cervélo             |
| 6-11  | Profile Ladies Tour                             | 2.1  | Marianne Vos     | Team Nederland Bloeit           |
| 11    | Chrono champenois                               | 1.1  | Judith Arndt     | HTC-Highroad Women              |
| 13-18 | Tour de Toscane féminin-Mémorial Michela Fanini | 2.1  | Megan Guarnier   | États-Unis                      |
| 17    | Finale Lotto Cycling Cup                        | 1.2  | Grace Verbeke    | Topsport Vlaanderen-Ridley 2012 |
| 20    | Championnats du monde - contre-la-montre        | CM   | Judith Arndt     | Allemagne                       |
| 24    | Championnats du monde - course en ligne         | CM   | Giorgia Bronzini | Italie                          |

### Octobre
| Date | Épreuve                                | Cat. | Vainqueur          | Équipe             |
| ---- | -------------------------------------- | ---- | ------------------ | ------------------ |
| 1    | Golan I                                | 1.2  | Ivana Borovichenko |                    |
| 3    | Golan II                               | 1.2  | Ivana Borovichenko |                    |
| 16   | Chrono des Nations-Les Herbiers Vendée | 1.1  | Amber Neben        | HTC-Highroad Women |

### Novembre
| Date | Épreuve                                   | Cat. | Vainqueur        | Équipe         |
| ---- | ----------------------------------------- | ---- | ---------------- | -------------- |
| 11   | Championnats d'Afrique - contre-la-montre | CC   | Cherise Taylor   | Afrique du Sud |
| 13   | Championnats d'Afrique - course en ligne  | CC   | Ashleigh Moolman | Afrique du Sud |

## Classements UCI
Référence : uci.ch
| Rang | Nom                  | Points |
| ---- | -------------------- | ------ |
| 1.   | Marianne Vos         | 1735   |
| 2.   | Emma Johansson       | 1130   |
| 3.   | Judith Arndt         | 951    |
| 4.   | Ina-Yoko Teutenberg  | 791    |
| 5.   | Annemiek van Vleuten | 674    |
| 6.   | Giorgia Bronzini     | 523    |
| 7.   | Emma Pooley          | 514    |
| 8.   | Amber Neben          | 383    |
| 9.   | Elizabeth Armitstead | 365    |
| 10.  | Kirsten Wild         | 345    |

|    | Équipe                          | Pts  |
| 1  | Team Nederland Bloeit           | 2594 |
| 2  | HTC-Highroad Women              | 2394 |
| 3  | Hitec Products-UCK              | 1302 |
| 4  | Team Garmin-Cervélo             | 1123 |
| 5  | AA Drink-Leontien.nl            | 770  |
| 6  | SC MCipollini Giambenini        | 741  |
| 7  | Colavita Forno d'Asolo          | 687  |
| 8  | Gauss                           | 676  |
| 9  | Lotto Honda                     | 477  |
| 10 | Topsport Vlaanderen-Ridley 2012 | 464  |

|    | Pays        | Pts  |
| 1  | Pays-Bas    | 3281 |
| 2  | Allemagne   | 2225 |
| 3  | Suède       | 1369 |
| 4  | Royaume-Uni | 1234 |
| 5  | Italie      | 1149 |
| 6  | Russie      | 926  |
| 7  | États-Unis  | 866  |
| 8  | Belgique    | 714  |
| 9  | Australie   | 698  |
| 10 | Canada      | 559  |